# Antonino Calabretta
Antonino Calabretta (Riposto, 28 ottobre 1855 – 9 dicembre 1936) è stato un ingegnere navale ed ufficiale della Regia Marina italiano.
Antonino Calabretta fu un ingegnere del Genio navale che viene ricordato principalmente per avere progettato i primi due traghetti per lo Stretto di Messina.

## Biografia
L'ingegnere approntò il suo primo progetto di nave traghetto, da lui denominato piropontone a ruote,  nel 1881 . Non era un progetto del tutto originale dato che nel Mar del Nord esistevano servizi di traghettamento ferroviario (ferry boat); Il traghettamento di carri ferroviari tra le due sponde dello Stretto di Messina tuttavia doveva risolvere i problemi di manovrabilità e di potenza motrice dovuti alla presenza di forti correnti. Il suo progetto e i successivi accesero un acceso scontro parlamentare prima di essere approvati. Solo il 23 novembre 1893 la Società per le Strade Ferrate della Sicilia, con Regio Decreto, ottenne la concessione per il traghettamento di carri ferroviari.
Il primo piropontone giunto a Messina fu lo Scilla, il 2 agosto 1896, raggiunto il 1º novembre 1899 dal secondo, il Cariddi .
Nel 1934 l'ingegner Calabretta, ormai tenente generale del genio militare navale,  presentò un progetto di ponte sullo Stretto di Messina tra Punta Faro e Punta Pezzo .
Pubblicò anche un libro sul traghettamento: Sul servizio di ferribotti in Italia e sul basso Adriatico, Messina, Tip. La Sicilia, 1927